# Daniel Abalo
Daniel Abalo Paulos, detto Dani (Pontevedra, 29 settembre 1987), è un ex calciatore spagnolo, di ruolo centrocampista.

## Carriera
Esordisce con la prima squadra del Celta Vigo nella stagione 2006-2007, giocando una partita in massima serie.
Nella stagione 2012-2013 la squadra torna in Primera División e, senza disputare partite di campionato, a gennaio si trasferisce in prestito ai portoghesi del Beira-Mar, chiudendo la stagione con 8 presenze e 2 gol.
Nella stagione 2013-2014 passa al Ludogorec. Nella partita casalinga di ritorno contro lo Slovan Bratislava (3-0) valevole per il primo turno preliminare della UEFA Champions League 2013-2014, il giocatore spagnolo segna due dei tre gol che permettono alla squadra bulgara di passare il turno.

## Palmarès

### Club

#### Competizioni nazionali
- Coppa di Bulgaria: 1

Ludogorec: 2013-2014
- Campionato bulgaro: 2

Ludogorec: 2013-2014, 2014-2015
- Supercoppa di Bulgaria: 1

Ludogorec: 2014
- Segunda División: 1

Alavés: 2015-2016